# Штраубинг
Штра́убинг (нем. Straubing, бав. Straubing, Strauwing) — город в Германии, город земельного подчинения, расположен в земле Бавария.
Подчинён административному округу Нижняя Бавария. Население составляет 44 493 человека (на 31 декабря 2009 года). Занимает площадь 67,58 км². Официальный код — 09 2 63 000.

## История

### Древнее время
В районе современного города Штраубинг примерно 5600 лет назад (в неолите) возникли людские поселения (см. Штраубингская культура). Примерно в 500 г. до н. э. здесь стоял кельтский оппид. С того времени известно название этого места — Sorviodurum. Уже в нашу эру город был завоеван римлянами, сохранившими кельтский топоним.

### Средние века
Город основан в 1208 году Людовиком Баварским. При разделе Нижней Баварии в 1353 году Штраубинг достался сыновьям Людовика Баварского, Вильгельму и Альбрехту, родоначальникам Баварско-Штраубингской линии, угасшей в 1425 году. Спор за наследование Штраубинга был прекращен императором Сигизмундом Люксембургским, отдавшим город герцогу Баваро-Мюнхенскому.

## Расположение
Расположен на Дунае, в устье Гросе-Лабера.

## Население
44450 (2023г.)
По оценке на 31 декабря 2015 года население межрайонного города (городской общины) Штраубинг составляет 46 806 чел. 

| Дата      | 1840  | 1871  | 1900  | 1925  | 1939  | 1950  | 1961  | 1970  | 1987  | 2011  |
| --------- | ----- | ----- | ----- | ----- | ----- | ----- | ----- | ----- | ----- | ----- |
| Население | 11251 | 13458 | 20164 | 26357 | 32225 | 40661 | 41032 | 43847 | 40093 | 44488 |

| Год       | 1960  | 1970  | 1980  | 1990  | 2000  | 2009  | 2010  | 2011  | 2012  | 2013  | 2014  | 2015  |
| --------- | ----- | ----- | ----- | ----- | ----- | ----- | ----- | ----- | ----- | ----- | ----- | ----- |
| Население | 40344 | 44196 | 42674 | 41715 | 44014 | 44493 | 44450 | 44642 | 45099 | 45502 | 46027 | 46806 |

## Экономика
В 1951 году в городе был основан завод компании Sennebogen.

## Достопримечательности
- Городская башня Штраубинга

## Города-побратимы
- Вельс (нем. Wels), Австрия
- Роман-сюр-Изер, Франция, с 1970
- Туам (англ. Tuam, ирл. Tuaim), Ирландия